# Stmpd Rcrds
Stmpd Rcrds (ausgesprochen „stamped records“) ist ein niederländisches Plattenlabel mit Sitz in Amsterdam, das am 4. März 2016 von DJ, Plattenproduzent und Musiker Martin Garrix gegründet wurde. Es gehört zur niederländischen Abteilung von Epic Records und ist somit eine Tochter des Major-Labels Sony Music. Das Label ist überwiegend auf die Veröffentlichung von Produktionen aus den Bereichen des Electro-House’, Future-House’ und des Future-Bass’ ausgelegt.

## Geschichte
Nachdem Martin Garrix am 27. August 2015 Spinnin’ Records und MusicAllStars verließ, gründete er am 4. März 2016 sein eigenes Plattenlabel. Nach eigener Aussage verließ er Spinnin’ Records aufgrund von Meinungsverschiedenheiten über Eigentumsrechte seiner Musik. Für die Namensgebung seines Plattenlabels inspirierte ihn die Briefmarkenauktionsfirma seines Vaters. Am 11. März 2016 veröffentlichte Garrix das Lied Now that I’ve Found You, zusammen mit John Martin und Michel Zitron als erstes Werk auf Stmpd-Rcrds.
Zum Start des neuen Labels veranstaltete Garrix am 18. März 2016 im Anschluss an sein DJ-Set auf der Mainstage des Ultra Music Festivals in Miami eine Party im STORY Nightclub. Im Juli 2018 war das Plattenlabel mit einer eigenen Bühne auf dem Tomorrowland vertreten. Im Juli 2019 war die Bühne auch auf dem Ultra Music Festival, sowie im September auf dem Lollapalooza Festival Berlin. 2022 war das das Label mit einer eigenen Bühne auf dem Hurricane und Southside Festival.

## Künstler (Auswahl)
- Alexander Merlin
- AREA21
- Aspyer
- Brooks
- Blinders
- CMC$
- DubVision
- Dyro
- Eauxmar
- Infuze
- Jonas Aden
- Josh Charm
- Julian Jordan
- Justin Mylo
- Loopers
- Martin Garrix
- Matisse & Sadko
- Matt Nash
- Nuzb
- Seth Hills
- Silque
- Todd Helder
- TV Noise
- Will K
- Ytram

Quelle:

## Belege
1. ↑  Dan Roy Carter: Martin Garrix inks worldwide deal with Sony Music. In: dancingastronaut.com. 26. Juli 2016, abgerufen am 2. Oktober 2019 (englisch).
2. ↑  Music Times: Martin Garrix Launches Label STMPD RCRDS With 'Now That I've Found You'. 4. März 2016, abgerufen am 8. Oktober 2019 (englisch).
3. ↑  La nuova label di Martin Garrix: ecco STMPD RCRDS. In: This Is EDM. 8. März 2016, abgerufen am 8. Oktober 2019 (italienisch).
4. ↑  Martin Garrix Leaves Spinnin' Records and MusicAllStars Management. Abgerufen am 8. Oktober 2019.
5. ↑  5 Things You Didn't Know About Martin Garrix's STMPD RCRDS Label. Abgerufen am 8. Oktober 2019.
6. ↑  Nico: Martin Garrix – Now That I’ve Found You (feat. John & Michel) › Tracklist Club. Abgerufen am 9. Oktober 2019 (deutsch).
7. ↑  DJ MAG Germany: Martin Garrix: Kein Auftritt auf der Tomorrowland-Mainstage. Abgerufen am 9. Oktober 2019.
8. ↑  Martin Garrix from Ultra Music Festival 2019. Abgerufen am 9. Oktober 2019 (amerikanisches Englisch).
9. ↑  Lollapalooza Berlin: Martin Garrix' Label STMPD bekommt eigene Bühne! In: djmag.de. 19. April 2019, abgerufen am 12. November 2019.
10. ↑  labelsbase.net